# Mindware Studios
Mindware Studios bylo české vývojářské studio působící v letech 2002–2011. Svou první hru vydalo v roce 2005. Šlo o stealth akci Cold War. V roce 2009 studio vydalo nepříliš úspěšný Dreamkiller, který se inspiroval hrou Painkiller. Nějaký čas Mindware pracovalo na Voodoo Nights, které však nezískalo vydavatele. Studio bylo zrušeno v říjnu 2011, kdy pracovalo na ještě neohlášeném projektu.

## Vydané hry
- 2005 – Cold War
- 2007 – Painkiller: Overdose
- 2009 – Dreamkiller